# Offenbacher Fußball-Club Kickers 1901 2021-2022
Questa voce raccoglie le informazioni riguardanti il Offenbacher Fußball-Club Kickers 1901 nelle competizioni ufficiali della stagione 2021-2022.

## Stagione
Nella stagione 2021-2022 il Kickers Offenbach, allenato da Sreto Ristić, concluse il campionato di Regionalliga sudovest al 3º posto.

## Rosa
| N. |                     | Ruolo | Calciatore            |
| -- | ------------------- | ----- | --------------------- |
| 1  | Germania (bandiera) | P     | Stephan Flauder       |
| 4  | Germania (bandiera) | D     | Moody Chana           |
| 5  | Polonia (bandiera)  | D     | Sebastian Zieleniecki |
| 6  | Croazia (bandiera)  | C     | Mateo Andačić         |
| 7  | Germania (bandiera) | C     | Rafael García         |
| 8  | Germania (bandiera) | C     | Maik Vetter           |
| 9  | Germania (bandiera) | C     | Serkan Firat          |
| 10 | Germania (bandiera) | C     | Tunay Deniz           |
| 11 | Austria (bandiera)  | A     | Philipp Hosiner       |
| 13 | Germania (bandiera) | A     | Lucas Hermes          |
| 14 | Albania (bandiera)  | A     | Elsamed Ramaj         |
| 15 | Germania (bandiera) | D     | Malte Karbstein       |
| 16 | Germania (bandiera) | P     | Angelo Tramontana     |
| 17 | Germania (bandiera) | C     | Davud Tuma            |
| 18 | Germania (bandiera) | D     | Enes Zengin           |

| N. |                      | Ruolo | Calciatore          |
| -- | -------------------- | ----- | ------------------- |
| 20 | Germania (bandiera)  | C     | Denis Huseinbašić   |
| 21 | Italia (bandiera)    | A     | Elia Soriano        |
| 22 | Austria (bandiera)   | C     | Osarenren Okungbowa |
| 23 | Germania (bandiera)  | P     | David Richter       |
| 24 | Albania (bandiera)   | C     | Flo Bojaj           |
| 25 | Germania (bandiera)  | A     | Mathias Fetsch      |
| 26 | Germania (bandiera)  | C     | Almin Mesanovic     |
| 27 | Germania (bandiera)  | D     | Jayson Breitenbach  |
| 28 | Germania (bandiera)  | P     | Leonard Stritter    |
| 29 | Germania (bandiera)  | A     | Christian Stark     |
| 30 | Germania (bandiera)  | D     | Paul Milde          |
| 31 | Mozambico (bandiera) | D     | Ronny Marcos        |
| 32 | Germania (bandiera)  | D     | Vincent Giesel      |
| 33 | Germania (bandiera)  | A     | Dejan Bozic         |

## Organigramma societario
Area tecnica
- Allenatore: Sreto Ristić
- Allenatore in seconda: Ramon Berndroth, Dennis Bochow
- Preparatore dei portieri: René Keffel
- Preparatori atletici:
- Analisi video:

## Calciomercato

### Sessione estiva
| Acquisti | Acquisti            | Acquisti              | Acquisti |
| R.       | Nome                | da                    | Modalità |
| -------- | ------------------- | --------------------- | -------- |
| C        | Rafael García       | Waldhof Mannheim      |          |
| A        | Christian Stark     | St. Pauli II          |          |
| C        | Mateo Andačić       | Rudeš                 |          |
| A        | Elsamed Ramaj       | Lubecca               |          |
| D        | Enes Zengin         | Kickers Offenbach U19 |          |
| D        | Jayson Breitenbach  | Saarbrücken           |          |
| D        | Moody Chana         | Lubecca               |          |
| A        | Lucas Hermes        | Magonza II            |          |
| C        | Osarenren Okungbowa | Lubecca               |          |
| P        | David Richter       | Union Fürstenwalde    |          |

| Cessioni | Cessioni                | Cessioni                  | Cessioni |
| R.       | Nome                    | a                         | Modalità |
| -------- | ----------------------- | ------------------------- | -------- |
| D        | Marco Fritscher         | Vikt. Aschaffenburg       |          |
| C        | Marcell Sobotta         | Steinbach                 |          |
| C        | Jakob Lemmer            | Rot-Weiß Coblenza         |          |
| A        | Abu-Bakarr Kargbo       | Berliner AK 07            |          |
| C        | Charles-Elie Laprévotte | Elversberg                |          |
| C        | Francesco Calabrese     | Hanau                     |          |
| A        | Moritz Reinhard         | Barockstadt Fulda-Lehnerz |          |
| D        | Lucas Albrecht          | Altglienicke              |          |
| P        | Dominik Draband         | Hoffenheim II             |          |
| C        | Maurice Pluntke         | Bocholt                   |          |

### Sessione invernale
| Acquisti | Acquisti        | Acquisti      | Acquisti |
| R.       | Nome            | da            | Modalità |
| -------- | --------------- | ------------- | -------- |
| A        | Philipp Hosiner | Dinamo Dresda |          |
| D        | Paul Milde      | Steinbach     |          |

| Cessioni | Cessioni | Cessioni | Cessioni |
| R.       | Nome     | a        | Modalità |
| -------- | -------- | -------- | -------- |

## Risultati

### Regionalliga sudovest

#### Girone di andata
| Arbitro: | Reitermayer |

|           |           |  |
| Bozic 69’ | Marcatori |  |

| Arbitro: | Brombacher |

|                  |           |                      |
| Dacaj 65’ (rig.) | Marcatori | 47’ Hermes 90’ Bozic |

| 24 agosto 2021 3ª giornata |  | – turno di riposo |  |  |

| Arbitro: | Knoll |

|           |           |                    |
| Deniz 29’ | Marcatori | 71’ Rühle 76’ Beck |

| Arbitro: | Prigan |

|             |           |           |
| Fischer 42’ | Marcatori | 25’ Bozic |

| Arbitro: | Bergmann |

|           |           |  |
| Bozic 25’ | Marcatori |  |

| Kassel 14 settembre 2021, ore 18:30 CEST 7ª giornata | Hessen Kassel | 0 – 0 referto | Kickers Offenbach | Auestadion (3 102 spett.)\| Arbitro: \| Schneider \| |
| Arbitro:                                             | Schneider     |               |                   |                                                      |

| Arbitro: | Wacker |

|                      |           |  |
| Bozic 35’ García 57’ | Marcatori |  |

| Arbitro: | Hildenbrand |

|                       |           |  |
| Könighaus 9’ Petö 73’ | Marcatori |  |

| Arbitro: | Hofheinz |

|  |           |          |
|  | Marcatori | 54’ Hahn |

| Arbitro: | Hasmann |

|  |           |                 |
|  | Marcatori | 7’, 68’ Soriano |

| Arbitro: | Alt |

|             |           |  |
| Soriano 32’ | Marcatori |  |

| Arbitro: | Heiker |

|            |           |                                                            |
| Gaiser 26’ | Marcatori | 13’ Soriano 28’, 56’ Bojaj 54’ Deniz 62’ García 81’ Hermes |

| Arbitro: | Besiri |

|                                                 |           |  |
| Huseinbašić 42’ Bozic 55’ Vetter 71’ Fetsch 90’ | Marcatori |  |

| Arbitro: | Glaser |

|  |           |                                 |
|  | Marcatori | 45’, 83’ Bozic 69’ (rig.) Deniz |

| Arbitro: | Michels |

|                                          |           |  |
| García 40’, 63’ Okungbowa 45’ Fetsch 49’ | Marcatori |  |

| Arbitro: | Geraci |

|                                   |           |                            |
| Held 31’ Brändle 51’ Lewerenz 56’ | Marcatori | 41’ (rig.) Deniz 45’ Firat |

| Arbitro: | Zemke |

|                                    |           |                |
| Okungbowa 22’ García 53’ Ramaj 90’ | Marcatori | 51’ Schipplock |

| Arbitro: | Lämmle |

|  |           |                                     |
|  | Marcatori | 23’ (rig.) Deniz 49’ (aut.) Sawaneh |

#### Girone di ritorno
| Arbitro: | Michel |

|  |           |          |
|  | Marcatori | 2’ Deniz |

| Arbitro: | Bauer |

|                                       |           |                   |
| Deniz 33’ (rig.) Bojaj 74’ Fetsch 82’ | Marcatori | 22’ Schnellbacher |

| 11 dicembre 2021 22ª giornata |  | – turno di riposo |  |  |

| Arbitro: | Hasmann |

|             |           |  |
| Rochelt 40’ | Marcatori |  |

| Arbitro: | Forster |

|  |           |             |
|  | Marcatori | 80’ Fischer |

| Arbitro: | Brombacher |

|                           |           |                    |
| Proschwitz 61’ Zaiser 83’ | Marcatori | 56’ Tuma 81’ Bozic |

| Arbitro: | Prigan |

|  |           |            |
|  | Marcatori | 72’ Flotho |

| Arbitro: | Michels |

|             |           |                              |
| Antlitz 71’ | Marcatori | 51’ Andačić 55’ (rig.) Deniz |

| Arbitro: | Kessel |

|                     |           |  |
| Bozic 8’ Fetsch 90’ | Marcatori |  |

| Arbitro: | Erbst |

|  |           |                        |
|  | Marcatori | 58’ Hosiner 88’ Fetsch |

| Arbitro: | Bergmann |

|                          |           |  |
| Deniz 6’, 57’ Fetsch 77’ | Marcatori |  |

| Arbitro: | Heim |

|              |           |                                       |
| Bektashi 53’ | Marcatori | 12’ Zieleniecki 81’ Bozic 85’ Hosiner |

| Arbitro: | Greef |

|           |           |            |
| Hermes 8’ | Marcatori | 78’ Ramser |

| Arbitro: | Reitermayer |

|  |           |                        |
|  | Marcatori | 49’ Hermes 81’ Hosiner |

| Arbitro: | Wacker |

|                               |           |  |
| Okungbowa 11’ Fink 68’ (aut.) | Marcatori |  |

| Arbitro: | Lämmle |

|                                            |           |  |
| Breitenbach 62’ (aut.) Wulff 73’ Stock 76’ | Marcatori |  |

| Arbitro: | Schneider |

|           |           |  |
| Bozic 90’ | Marcatori |  |

| Arbitro: | Heiker |

|                         |           |                                         |
| Klimowicz 9’ Ganaus 34’ | Marcatori | 1’ Milde 10’, 90’ (rig.) Deniz 27’ Tuma |

| Arbitro: | Bergmann |

|                                      |           |  |
| Huseinbašić 26’, 44’, 62’ Hermes 60’ | Marcatori |  |

## Statistiche

### Statistiche di squadra
| Competizione | Punti | In casa | In casa | In casa | In casa | In casa | In casa | In trasferta | In trasferta | In trasferta | In trasferta | In trasferta | In trasferta | Totale | Totale | Totale | Totale | Totale | Totale | DR  |
| Competizione | Punti | G       | V       | N       | P       | Gf      | Gs      | G            | V            | N            | P            | Gf           | Gs           | G      | V      | N      | P      | Gf     | Gs     | DR  |
| ------------ | ----- | ------- | ------- | ------- | ------- | ------- | ------- | ------------ | ------------ | ------------ | ------------ | ------------ | ------------ | ------ | ------ | ------ | ------ | ------ | ------ | --- |
| Regionalliga | 76    | 18      | 13      | 1       | 4       | 33      | 8       | 18           | 11           | 3            | 4            | 34           | 18           | 36     | 24     | 4      | 8      | 67     | 26     | +41 |
| Totale       | 76    | 18      | 13      | 1       | 4       | 33      | 8       | 18           | 11           | 3            | 4            | 34           | 18           | 36     | 24     | 4      | 8      | 67     | 26     | +41 |

### Andamento in campionato
| Giornata  | 1 | 2 | 3 | 4 | 5 | 6 | 7 | 8 | 9 | 10 | 11 | 12 | 13 | 14 | 15 | 16 | 17 | 18 | 19 | 20 | 21 | 22 | 23 | 24 | 25 | 26 | 27 | 28 | 29 | 30 | 31 | 32 | 33 | 34 | 35 | 36 | 37 | 38 |
| --------- | - | - | - | - | - | - | - | - | - | -- | -- | -- | -- | -- | -- | -- | -- | -- | -- | -- | -- | -- | -- | -- | -- | -- | -- | -- | -- | -- | -- | -- | -- | -- | -- | -- | -- | -- |
| Luogo     | C | T |   | C | T | C | T | C | T | C  | T  | C  | T  | C  | T  | C  | T  | C  | T  | T  | C  |    | T  | C  | T  | C  | T  | C  | T  | C  | T  | C  | T  | C  | T  | C  | T  | C  |
| Risultato | V | V |   | P | N | V | N | V | P | P  | V  | V  | V  | V  | V  | V  | P  | V  | V  | V  | V  |    | P  | P  | N  | P  | V  | V  | V  | V  | V  | N  | V  | V  | P  | V  | V  | V  |
| Posizione | 3 | 2 | 6 | 7 | 8 | 6 | 7 | 5 | 7 | 10 | 7  | 5  | 5  | 5  | 3  | 3  | 4  | 4  | 3  | 2  | 1  | 1  | 3  | 4  | 4  | 5  | 5  | 5  | 3  | 3  | 3  | 3  | 3  | 3  | 3  | 3  | 3  | 3  |

Legenda:

Luogo: C = Casa; T = Trasferta. Risultato: V = Vittoria; N = Pareggio; P = Sconfitta.

### Statistiche dei giocatori
| M. Andačić     | 6  | 1  | 0  | 0 |
| F. Bojaj       | 32 | 3  | 5  | 0 |
| D. Bozic       | 32 | 12 | 4  | 0 |
| J. Breitenbach | 28 | 0  | 4  | 0 |
| M. Chana       | 8  | 0  | 0  | 0 |
| T. Deniz       | 34 | 12 | 10 | 0 |
| M. Fetsch      | 27 | 6  | 3  | 0 |
| S. Firat       | 31 | 1  | 5  | 0 |
| S. Flauder     | 24 | 0  | 3  | 0 |
| R. García      | 24 | 5  | 4  | 0 |
| V. Giesel      | 1  | 0  | 1  | 0 |
| L. Hermes      | 31 | 5  | 3  | 0 |
| P. Hosiner     | 14 | 3  | 5  | 0 |
| D. Huseinbašić | 33 | 4  | 5  | 0 |
| M. Karbstein   | 7  | 0  | 1  | 0 |
| R. Marcos      | 32 | 0  | 2  | 0 |
| A. Mesanovic   | 3  | 0  | 0  | 0 |
| P. Milde       | 14 | 1  | 2  | 0 |
| O. Okungbowa   | 29 | 3  | 4  | 1 |
| E. Ramaj       | 22 | 1  | 3  | 0 |
| D. Richter     | 12 | 0  | 0  | 0 |
| E. Soriano     | 12 | 4  | 3  | 0 |
| C. Stark       | 6  | 0  | 0  | 0 |
| L. Stritter    | 0  | 0  | 0  | 0 |
| A. Tramontana  | 1  | 0  | 1  | 0 |
| D. Tuma        | 25 | 2  | 2  | 0 |
| M. Vetter      | 19 | 1  | 5  | 1 |
| E. Zengin      | 0  | 0  | 0  | 0 |
| S. Zieleniecki | 35 | 1  | 4  | 0 |